# Cierzpięty (Ostróda)
Cierzpięty – dawniej samodzielna osada, obecnie część miasta Ostróda. Na planie miasta z 1988 r. Cierzpięty (Tuczarnia "Cierzpięty") zaznaczone są po zachodniej stronie Jeziora Smordy (J. Jakuba) i południowej Jeziora Drwęckiego. 
Dawniej była to osada położona w województwie warmińsko-mazurskim, w powiecie ostródzkim, w gminie Ostróda. W latach 1975–1998 miejscowość administracyjnie należała do województwa olsztyńskiego.

## Historia
W Cierzpiętach odnotowano ślady osady z okresu rzymskiego (II-IV w n.e.).
W 1762 r. w ostródzkiej szkole polskiej uczyło się 52 dzieci, w tym 18 z miasta Ostródy, 31 z Kajkowa i troje z Cierzpięt. Nauczyciel był jednocześnie organistą w polskim kościele ewangelickim z pensją w wysokości 31 talarów i 40 groszy. W 1744 r. nauczyciel był zobowiązany do nauczania dzieci z Cierzpięt i Kajkowa. Z dokumentów z 1789 r. wynika, że Cierzpięty były wsią rybacką z ośmioma domami. W 1910 r. we wsi było 114 mieszkańców, w tym 78 Polaków. W 1938 r. we wsi było 95 mieszkańców.
W wykazie z 1974 r. osada Cierzpięty należała do sołectwa Kajkowo, gmina Ostróda.